# Charlotte Schubert
Charlotte Almut Margarethe Schubert (geborene Triebel, * 21. Februar 1955 in Solingen) ist eine deutsche Althistorikerin und Medizinhistorikerin.

## Leben
Charlotte Schubert studierte von 1973 bis 1978 Alte Geschichte, Klassische Archäologie und Germanistik an der Universität Bonn, wo sie 1980 mit der Dissertation Ackergesetze und politische Reformen für Alte Geschichte promoviert wurde. Anschließend arbeitete sie bis 1988 als wissenschaftliche Angestellte am Medizinhistorischen Institut der Universität Bonn. Ihre Habilitation für das Fach Geschichte der Medizin erreichte sie dort 1987 mit der Schrift Medizin und politische Theorie. Zum metaphorischen Gebrauch der Begriffe „Krankheit“ und „Gesundheit“ im 5. Jh. v. Chr., die sie 1993 in umgearbeiteter Form unter dem Titel Die Macht des Volkes und die Ohnmacht des Denkens publizierte. 1988/1989 vertrat sie den Lehrstuhl Christian Meiers an der Universität München; danach war Schubert bis 1993 Stipendiatin des Heisenberg-Programms. Von 1993 bis zu ihrem Ruhestand 2021 hatte sie den Lehrstuhl für Alte Geschichte an der Universität Leipzig inne.
In ihren Forschungen ist Schubert insbesondere auf die antike griechische Geschichte spezialisiert; zu ihren Forschungsschwerpunkten gehören die Geschichte der Medizin und der Wissenschaft im Allgemeinen, die Landverteilung in der Antike und die Geschichte Athens. Ab 2008 hat sie sich außerdem vermehrt den Digital Humanities zugewandt. Schubert veröffentlichte Übersetzungen von Platons Hipparchos und von ausgewählten Schriften des Hippokrates von Kos.

## Schriften (Auswahl)
- mit Friedrun R. Hau und Gundolf Keil (Hrsg.): „Istorgia dalla Madaschegna“. Festschrift Nikolaus Mani. Pattensen 1985.
- mit Ulrike Muss: Die Akropolis von Athen. Akademische Druck- und Verlagsanstalt, Graz 1988, ISBN 3-201-01390-0.
- Die Macht des Volkes und die Ohnmacht des Denkens. Studien zum Verhältnis von Mentalität und Wissenschaft im 5. Jahrhundert v. Chr. (= Historia Einzelschriften. Heft 77). Franz Steiner, Stuttgart 1993, ISBN 3-515-06228-9.
- Perikles (= Erträge der Forschung. Band 285). Wissenschaftliche Buchgesellschaft, Darmstadt 1994, ISBN 3-534-09231-7.
- mit Kai Brodersen (Hrsg.): Rom und der griechische Osten. Festschrift für Hatto H. Schmitt zum 65. Geburtstag. Franz Steiner, Stuttgart 1995, ISBN 3-515-06663-2.
- Land und Raum in der Römischen Republik. Die Kunst des Teilens. Wissenschaftliche Buchgesellschaft, Darmstadt 1996, ISBN 3-534-13189-4.
- Frauenmedizin in der Antike. Griechisch-lateinisch-deutsch. Herausgegeben und übersetzt von Charlotte Schubert und Ulrich Huttner (= Sammlung Tusculum). Artemis und Winkler, Düsseldorf/Zürich 1999, ISBN 3-7608-1711-4.
- Athen und Sparta in klassischer Zeit. Ein Studienbuch. J.B. Metzler, Stuttgart 2003, ISBN 3-476-01940-3 (Neuausgabe: Lehmanns Media, Berlin 2011, ISBN 978-3-86541-442-7).
- Der hippokratische Eid. Medizin und Ethik von der Antike bis heute. Wissenschaftliche Buchgesellschaft, Darmstadt 2005, ISBN 3-534-18770-9.
- Hippokrates. Ausgewählte Schriften. Herausgegeben und übersetzt von Charlotte Schubert und Wolfgang Leschhorn (= Sammlung Tusculum). Artemis und Winkler, Düsseldorf/Zürich 2006, ISBN 3-7608-1727-0.
- Anacharsis der Weise. Nomade, Skythe, Grieche (= Leipziger Studien zur klassischen Philologie. Band 7). Narr, Tübingen 2010, ISBN 978-3-8233-6607-2.
- Solon. A. Francke, Tübingen/Basel 2012, ISBN 978-3-8252-3725-7.
- Perikles. Tyrann oder Demokrat? Reclam, Stuttgart 2012, ISBN 978-3-15-018965-8.
- Wandern, Weiden, Welt erkunden. Nomaden in der griechischen Literatur. Ein Quellenbuch. Herausgegeben, eingeleitet und übersetzt von Michaela Rücker, Christine Taube und Charlotte Schubert (= Texte zur Forschung. Band 104). Wissenschaftliche Buchgesellschaft, Darmstadt 2013, ISBN 978-3-534-23003-7.
- mit  Alexander Weiß (Hrsg.): Amazonen zwischen Griechen und Skythen. Gegenbilder in Mythos und Geschichte (= Beiträge zur Altertumskunde. Band 310). Walter de Gruyter, Berlin/Boston 2013, ISBN 978-3-11-028609-0.
- mit Roxana Kath und Anne Kuhnert: Geteilte Räume. Die römische Raumordnung und ihre Bedeutung für den Kontakt zwischen Nomaden und Sesshaften in Nordafrika (=  Mitteilungen des SFB „Differenz und Integration“. Band 15). Zentrum für Interdisziplinäre Regionalstudien der Martin-Luther-Universität Halle-Wittenberg, Halle 2014 (= Orientwissenschaftliche Hefte. Heft 33; Digitalisat).
- als Herausgeberin mit Sven-Philipp Brandt: Rekonstruktion, Refragmentarisierung und Kontextualisierung mit Textmining. Der Protreptikos des Iamblich (= Digital classics books. Band 1). Propylaeum, Heidelberg 2017, ISBN 978-3-946654-71-1, DOI:10.11588/propylaeum.257.339.
- Platon: Hipparchos. Übersetzung und Kommentar von Charlotte Schubert (= Platon: Werke. Übersetzung und Kommentar. Band IV, 3). Vandenhoeck & Ruprecht, Göttingen 2018, ISBN 978-3-525-35690-6.
- mit Paul Molitor, Jörg Ritter, Joachim Scharloth und Kurt Sier (Hrsg.): Platon digital. Tradition und Rezeption (= Digital classics books. Band 3). Propylaeum, Heidelberg 2019, ISBN 978-3-947450-40-4, doi:10.11588/propylaeum.451.
- Isonomia. Entwicklung und Geschichte (= Beiträge zur Altertumskunde. Band 392). De Gruyter, Berlin/Boston 2021, ISBN 978-3-11-071796-9.
- Der Tod der Tribune. Leben und Sterben des Tiberius und Caius Gracchus. C. H. Beck, München 2024, ISBN 978-3-406-81372-6.